# Бреаза (Њамц)
Бреаза (рум. Breaza) насеље је у Румунији у округу Њамц у општини Баргауани. Oпштина се налази на надморској висини од 259 m.

## Становништво
Према подацима из 2002. године у насељу је живело 241 становника, од којих су сви румунске националности.